# Enrique García Ojeda
Enrique García Ojeda (Los Corrales de Buelna, 21 gennaio 1972) è un pilota di rally spagnolo, vincitore della serie Intercontinental Rally Challenge nel 2007.
Ha preso parte alla prima stagione dell'IRC nel 2006 come pilota Peugeot Sport España, su una Peugeot 206 S1600, ottenendo come miglior piazzamento un settimo posto al Rally di Ypres. Nel 2007, Peugeot Sport España alla guida di una Peugeot 207 S2000, Ojeda ha ottenuto a cinque podi in sette gare. Nonostante non abbia vinto alcun evento, è stato in grado di battere il compagno di squadra Nicolas Vouilloz e di vincere il titolo IRC.

## Palmarès
- Intercontinental Rally Challenge (2007)[1]

### Vittorie nel WRC-3
| Nº | Anno | Rally              | Copilota        | Vettura         | Squadra              |
| -- | ---- | ------------------ | --------------- | --------------- | -------------------- |
| 1  | 2013 | Rally di Catalogna | Borja Odriozola | Citroën DS3 R3T | Auto Gomas Cantabria |

## Risultati nel mondiale rally

### WRC
| 1998 | Scuderia | Vettura            |  |  |  |  |    |  |  |  |  |  |  |  |  |  |  |  | Punti | Pos. |
| ---- | -------- | ------------------ |  |  |  |  | -- |  |  |  |  |  |  |  |  |  |  |  | ----- | ---- |
| 1998 | JLM Team | Peugeot 106 Rallye |  |  |  |  | 33 |  |  |  |  |  |  |  |  |  |  |  | 0     |      |

| 1999 | Scuderia | Vettura            |  |  |  |  |     |  |  |  |  |  |  |  |  |  |  |  | Punti | Pos. |
| ---- | -------- | ------------------ |  |  |  |  | --- |  |  |  |  |  |  |  |  |  |  |  | ----- | ---- |
| 1999 | JLM Team | Peugeot 106 Rallye |  |  |  |  | Rit |  |  |  |  |  |  |  |  |  |  |  | 0     |      |

| 2000 | Scuderia | Vettura            |  |  |  |  |    |  |  |  |  |  |  |  |  |  |  |  | Punti | Pos. |
| ---- | -------- | ------------------ |  |  |  |  | -- |  |  |  |  |  |  |  |  |  |  |  | ----- | ---- |
| 2000 | JLM Team | Peugeot 106 Rallye |  |  |  |  | 34 |  |  |  |  |  |  |  |  |  |  |  | 0     |      |

| 2005 | Scuderia | Vettura                                 |  |  |  |  |  |  |  |  |  |  |    |  |  |  |    |  | Punti | Pos. |
| ---- | -------- | --------------------------------------- |  |  |  |  |  |  |  |  |  |  | -- |  |  |  | -- |  | ----- | ---- |
| 2005 |          | Peugeot 206 RC e Subaru Impreza WRX STi |  |  |  |  |  |  |  |  |  |  | 26 |  |  |  | 18 |  | 0     |      |

| 2012 | Scuderia             | Vettura         |  |  |  |  |  |  |  |  |  |  |  |  |    |  |  |  | Punti | Pos. |
| ---- | -------------------- | --------------- |  |  |  |  |  |  |  |  |  |  |  |  | -- |  |  |  | ----- | ---- |
| 2012 | Auto Gomas Cantabria | Citroën DS3 R3T |  |  |  |  |  |  |  |  |  |  |  |  | 19 |  |  |  | 0     |      |

| 2013 | Scuderia             | Vettura         |  |  |  |  |  |  |  |  |  |  |     |    |  |  |  |  | Punti | Pos. |
| ---- | -------------------- | --------------- |  |  |  |  |  |  |  |  |  |  | --- | -- |  |  |  |  | ----- | ---- |
| 2013 | Auto Gomas Cantabria | Citroën DS3 R3T |  |  |  |  |  |  |  |  |  |  | Rit | 13 |  |  |  |  | 0     |      |

| Legenda | 1º posto | 2º posto | 3º posto | A punti | Senza punti | Ritirato | Squalificato | NP=Non partito C=Gara cancellata | Apice=Power stage |

### Group N Cup/WRC-3
| 1998 | Scuderia | Vettura            |  |  |  |  |    |  |  |  |  |  |  |  |  |  |  |  | Punti | Pos. |
| ---- | -------- | ------------------ |  |  |  |  | -- |  |  |  |  |  |  |  |  |  |  |  | ----- | ---- |
| 1998 | JLM Team | Peugeot 106 Rallye |  |  |  |  | 10 |  |  |  |  |  |  |  |  |  |  |  | 0     |      |

| 1999 | Scuderia | Vettura            |  |  |  |  |     |  |  |  |  |  |  |  |  |  |  |  | Punti | Pos. |
| ---- | -------- | ------------------ |  |  |  |  | --- |  |  |  |  |  |  |  |  |  |  |  | ----- | ---- |
| 1999 | JLM Team | Peugeot 106 Rallye |  |  |  |  | Rit |  |  |  |  |  |  |  |  |  |  |  | 0     |      |

| 2000 | Scuderia | Vettura            |  |  |  |  |    |  |  |  |  |  |  |  |  |  |  |  | Punti | Pos. |
| ---- | -------- | ------------------ |  |  |  |  | -- |  |  |  |  |  |  |  |  |  |  |  | ----- | ---- |
| 2000 | JLM Team | Peugeot 106 Rallye |  |  |  |  | 15 |  |  |  |  |  |  |  |  |  |  |  | 0     |      |

| 2013 | Scuderia             | Vettura         |  |  |  |  |  |  |  |  |  |  |     |   |  |  |  |  | Punti | Pos. |
| ---- | -------------------- | --------------- |  |  |  |  |  |  |  |  |  |  | --- | - |  |  |  |  | ----- | ---- |
| 2013 | Auto Gomas Cantabria | Citroën DS3 R3T |  |  |  |  |  |  |  |  |  |  | Rit | 1 |  |  |  |  | 25    | 7º   |

| Legenda | 1º posto | 2º posto | 3º posto | A punti | Senza punti | Ritirato | Squalificato | NP=Non partito C=Gara cancellata | Apice=Power stage |